# Wonorejo Trisulo
Wonorejo Trisulo is een bestuurslaag in het regentschap Kediri van de provincie Oost-Java, Indonesië. Wonorejo Trisulo telt 4286 inwoners (volkstelling 2010).